# رقمة غاياردو
رقمة غاياردو (باللاتينية: Erodium gaillardotii) نوع نباتي يتبع جنس الرقمة من الفصيلة الغرنوقية.

## الموئل والانتشار
موطنها بلاد الشام وتركيا.